# Landl
Landl osztrák község Stájerország Liezeni járásában. 2017 januárjában 2754 lakosa volt.

## Elhelyezkedése

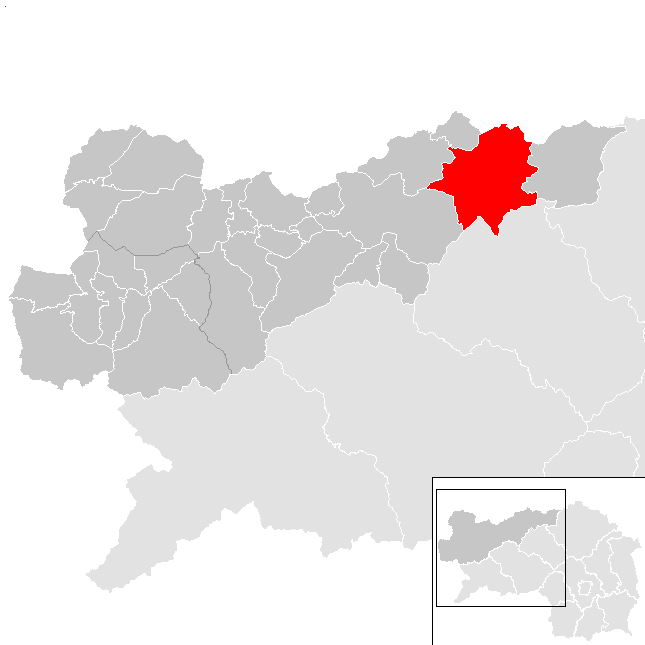
Landl a Liezeni járásban

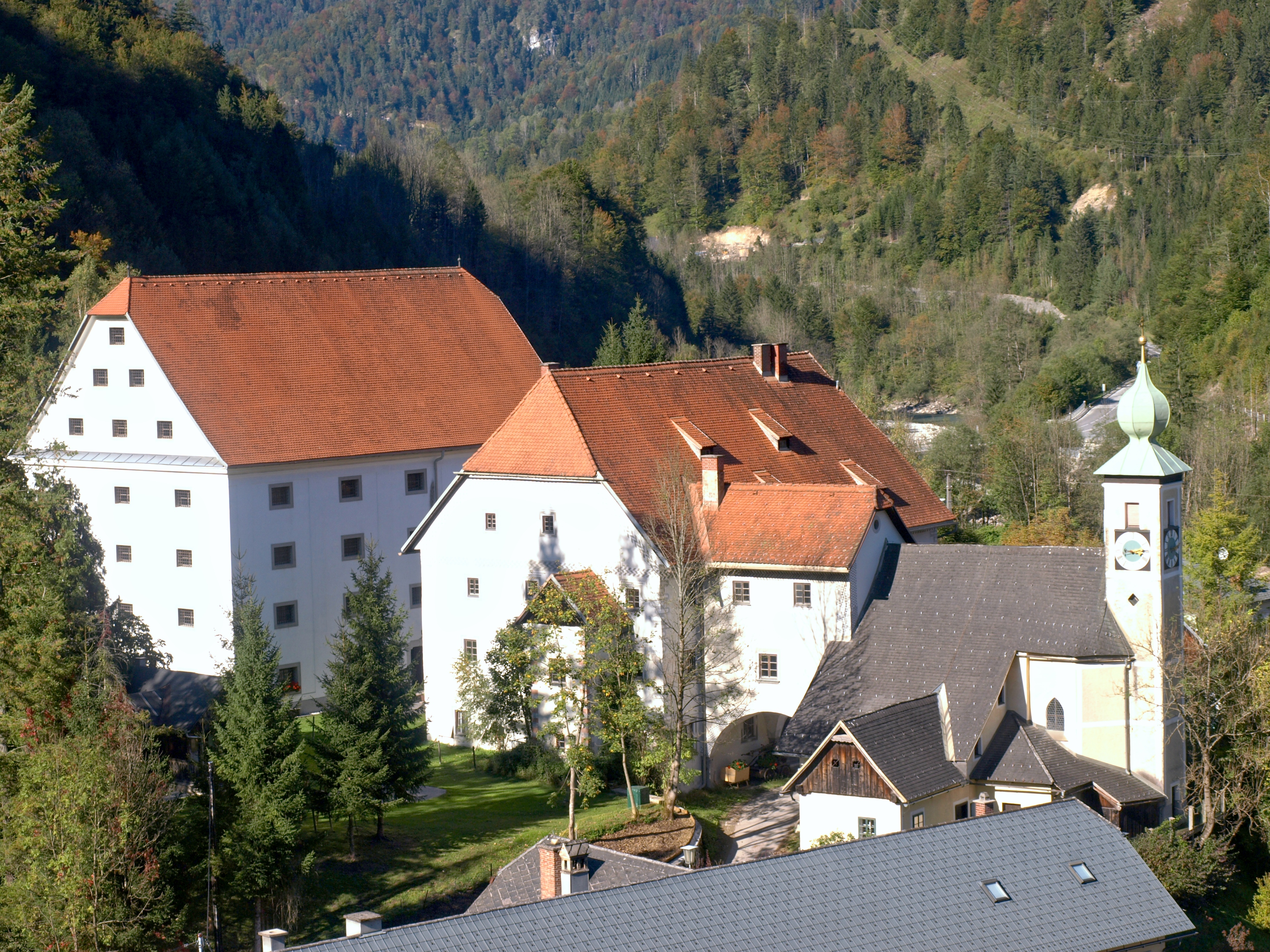
A Szt Miklós-templom, a vele egybeépült Alter Kasten és a Neuer Kasten

Landl Felső-Stájerországban fekszik az Enns mentén, ahol a folyó addigi keleti folyása északra fordul. Egyik mellékfolyója, a Salza itt (Großreiflingnél) torkollik az Ennsbe. Keletről a Hochschwab-hegység határolja. Területe egyébként az Ennstali- és Eisenerzi-Alpokra esik; északon érinti az Ybbstali-Alpokat is. A község része a Gesäuse  Nemzeti Parknak. Az önkormányzat 6 katasztrális községben (Gams, Hieflau, Jassingau, Krippau, Landl és Palfau) 9 települést egyesít: Gams bei Hieflau (536 lakos), Großreifling (226), Hieflau (637), Jassingau (87), Kirchenlandl (471), Krippau (74), Lainbach (51), Mooslandl (406), Palfau (388).
A környező önkormányzatok: keletre Wildalpen, délkeletre Eisenerz, délre Radmer, délnyugat Admont, keletre Sankt Gallen, északkeletre Altenmarkt bei Sankt Gallen, északra Hollenstein an der Ybbs, északkeletre Göstling an der Ybbs (utóbbi kettő Felső-Ausztriában).

## Története
Az önkormányzat mai formájában a 2015-ös stájerországi közigazgatási reform során jött létre, amikor a korábbi Landl községet egyesítették Gams bei Hieflauval, Palfauval és az addig a Leobeni járáshoz tartozó Hieflauval.

## Lakosság
A landli önkormányzat területén 2017 januárjában 2754 fő élt. A lakosságszám 1939-ben érte el csúcspontját 5221 fővel, azóta csökkenő tendenciát mutat. 2015-ben a helybeliek 97,5%-a volt osztrák állampolgár; a külföldiek közül 0,9% a régi (2004 előtti), 1,2% az új EU-tagállamokból származott. 2001-ben a lakosok 94,6%-a római katolikusnak, 1,5% evangélikusnak, 3% pedig felekezet nélkülinek vallotta magát. Ugyanekkor egy magyar élt Landlban.

## Látnivalók

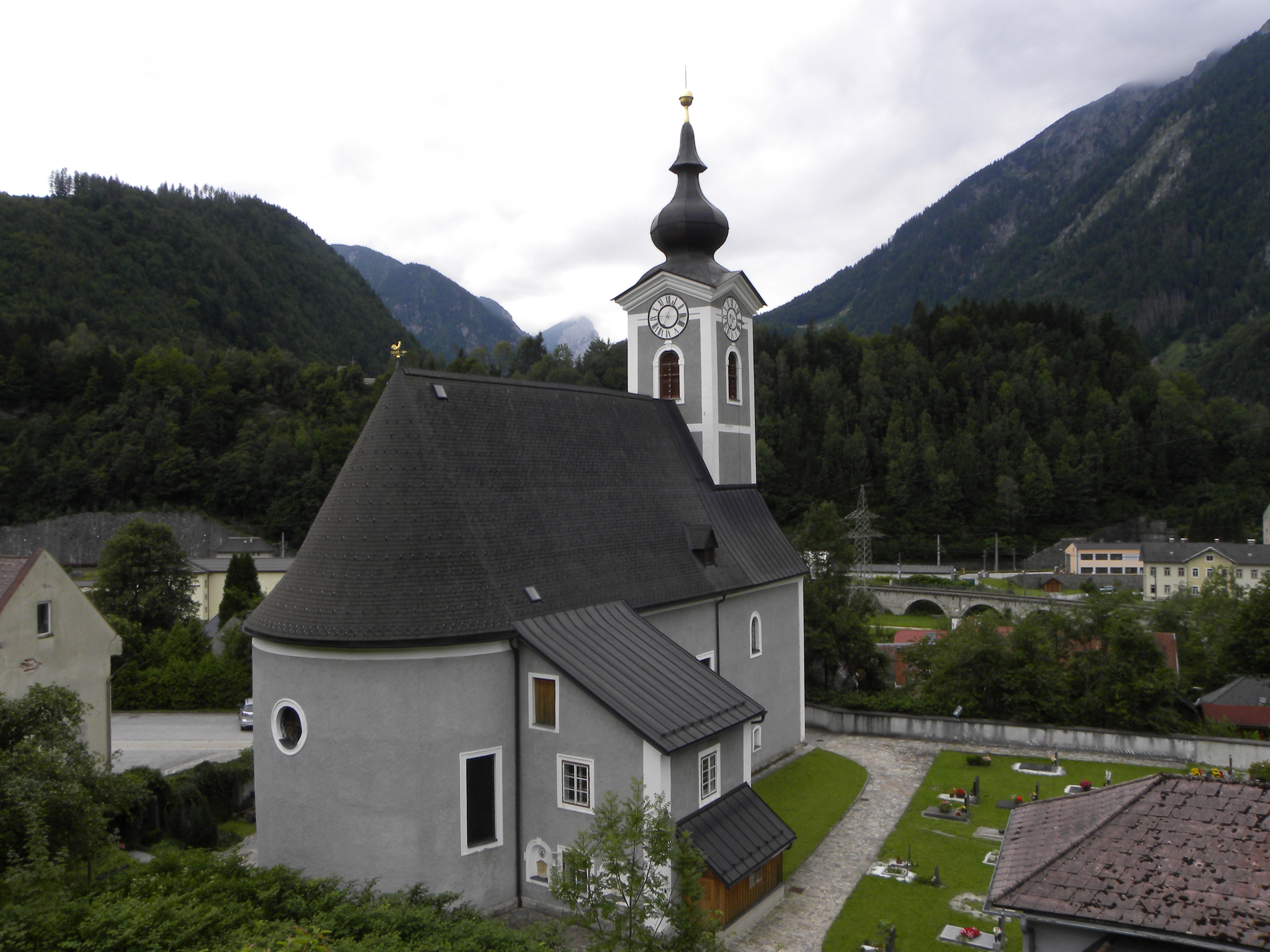
A Keresztelő Szt. János-templom

- a hieflaui Keresztelő Szt. János-plébániatemplom
- a großreiflingi Szt. Miklós-templom és a vele egybeépített 16. századi Alten Kasten
- a landli Szt. Bertalan-plébániatemplom
- a palfaui Mindenszentek-plébániatemplom
- 1618-as építésű udvarház, ma fogadó
- 1594-ben épült polgárház
- a großreiflingi erdészmúzeum

## Fordítás
- Ez a szócikk részben vagy egészben  a   Landl című német Wikipédia-szócikk ezen változatának fordításán alapul.  Az eredeti cikk szerkesztőit annak laptörténete sorolja fel. Ez a jelzés csupán a megfogalmazás eredetét és a szerzői jogokat jelzi, nem szolgál a cikkben szereplő információk forrásmegjelöléseként.